# Akiruno
Akiruno (japonsky あきる野市) je město v japonské prefektuře Tokio. Ve městě žije přibližně 80 tisíc obyvatel.

## Poloha a doprava
Leží na řece Akigawě v západní části prefektury Tokio v oblasti Kantó. Na západě sousedí s Hinoharou, na severozápadě s Okutamou, na severu s Óme a Hinode, na severovýchodě s Hamurou, na východě s Fussou a na jihu s Hačiódži.
Přes město vede železniční trať Haidžima – Akiruno, na které provozuje vlaky Východojaponská železniční společnost.

## Dějiny
Město Akiruno vzniklo 1. září 1995 sloučením měst Akigawa a Icukaiči.

## Vzdělávání
Akiruno má celkem deset veřejných a jednu soukromou základní školu, šest veřejných a jednu soukromou střední školu a dvě veřejné a jednu soukromou vysokou školu.

## Partnerská města
- Marlborough, Massachusetts, USA – od 3. listopadu 1998[2]